# مسجد جامع کهنه
مسجد جامع کهنه مربوط به سده‌های متاخر دوران‌های تاریخی پس از اسلام است و در شهرستان لارستان، بخش اوز، دهستان بیدشهر، بافت قدیم روستای کهنه واقع شده و این اثر در تاریخ ۱۸ شهریور ۱۳۸۷ با شمارهٔ ثبت ۲۳۲۱۹ به‌عنوان یکی از آثار ملی ایران به ثبت رسیده است.